# Donald Gay
Pour les articles homonymes, voir Gay (patronyme).
Donald « Danny » Gay est un enseignant et un homme politique canadien.

## Biographie
Donald Gay est né le 12 décembre 1950 dans le quartier de Chatham, à Miramichi, au Nouveau-Brunswick. Son père est Donald Gay et sa mère est Myrtle Robichaud. Il étudie à l'Université Saint-Francis-Xavier, à l'Université Mount Saint Vincent et à l'Université d'Ottawa. Il épouse Doreen Grattan le 9 août 1975 et le couple a trois enfants.
Il est député de Baie-de-Miramichi à l'Assemblée législative du Nouveau-Brunswick de 1987 jusqu'au cours des années 1990 en tant que libéral.
Il est membre des Jaycees de Miramichi.